# ستیمو تورینزه
ستیمو تورینزه (به ایتالیایی: Settimo Torinese) یک کومونه در ایتالیا است که در استان تورین واقع شده‌است.

## خصوصیات
ستیمو تورینزه ۳۲٫۳۷ کیلومترمربع مساحت و ۴۷٬۹۸۹ نفر جمعیت دارد و ۲۰۷ متر بالاتر از سطح دریا واقع شده‌است.

## خواهرخوانده
شهرهای کاوارتزره، بایس، Chaville و Rionero in Vulture خواهرخوانده‌های ستیمو تورینزه هستند.